# 성적 각성

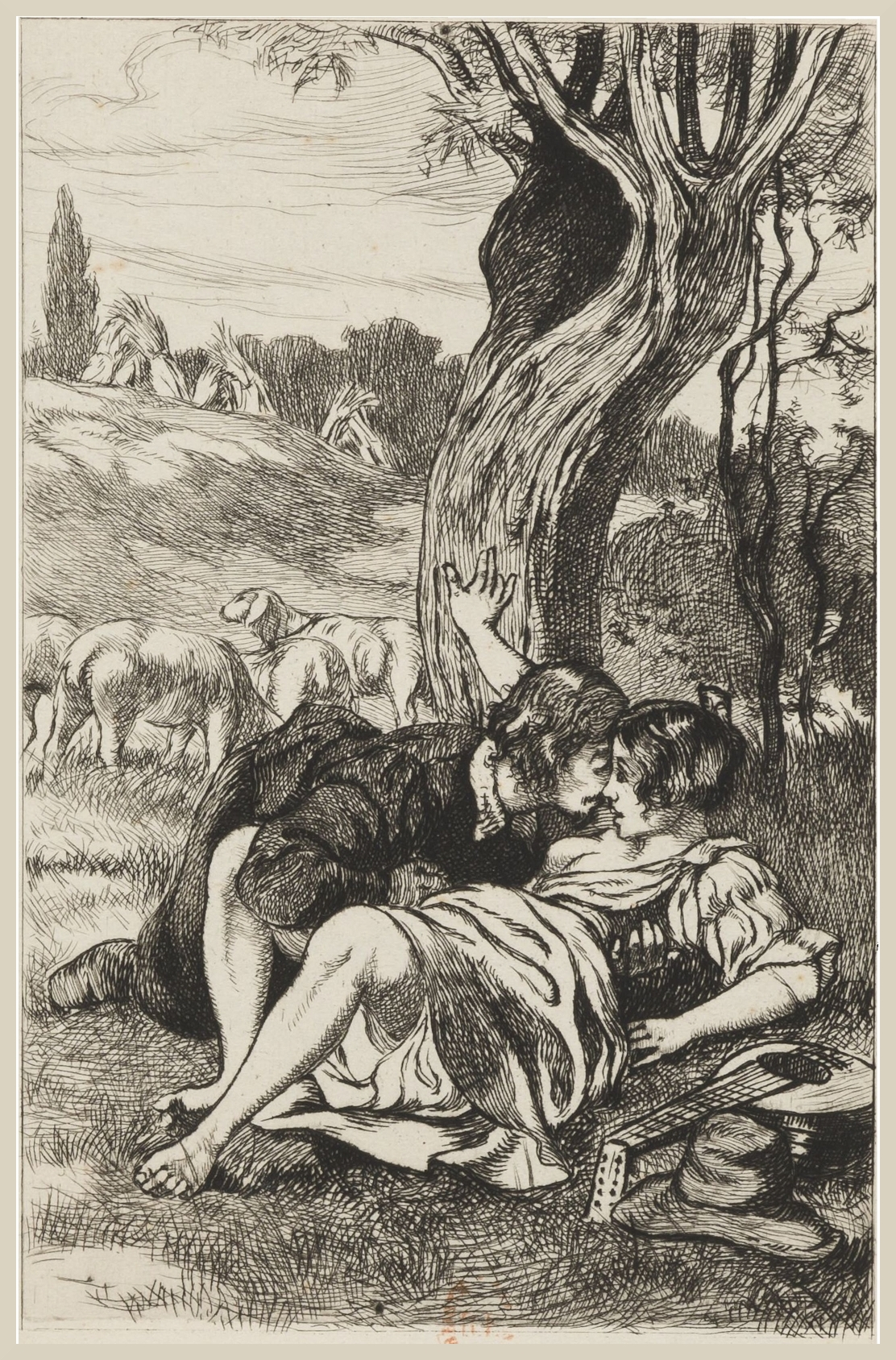
마틴 반 마엘의 프린트 프랑시온 15

성적 각성(性的覺醒, 영어: sexual arousal) 또는 성적 흥분(性的興奮, 영어: sexual excitement)은 성행위에 기대하는 성적 욕망의 각성을 뜻한다. 인간의 성적 각성을 촉진시키는 것들을 보고 '야하다'라고도 표현한다. 성적 각성은 일반적으로 흥분한 사람에게 신체적 변화를 유발하는데, 어떤 이는 이 변화가 두드러지고, 어떤 이는 매우 미묘하다.성적이 각성되는 것도 성적각성이다.

## 인간의 성적 각성
사람은 다양한 상황에서 여러 가지 것들에 의해 성적으로 각성한다. 이러한 각성은 근본적으로 신체적인 것일 수도, 정신적인 것일 수도 있다. 한 사람은 다른 사람이나 혹은 그 사람의 특정 용모(머리 색, 몸매, 체취, 미소 등), 또는 사람이 아닌 것에 의해 성적으로 흥분한다.
만일 다른 사람에 의해 성적 각성이 온다면, 그것은 한 사람의 성적 취향을 나타내는 것으로 볼 수 있다. 그리고 만일 특정 물건이나 그것을 사용함으로써 성적 각성을 얻는다면, 이는 페티시즘이라고 한다. 페티시즘에는 사람의 신체 일부로부터 오는 성적 각성도 포함된다.
대부분의 사람들은 성감대에 가해지는 물리적 자극에 의해, 특히 성행위 직전의 기대감을 동반할 경우에 더더욱, 성적으로 각성한다.

## 신체적 변화
남성의 성적 각성은 보통 음경해면체에 피가 차올라 음경이 발기함으로써 눈에 띄게 된다. 이것은 남성의 성적 각성을 알아볼 수 있는 가장 두드러지고 믿을 만 한 현상이다. 하지만 미숙한 남성의 경우엔 높은 수치의 테스토스테론에 의한 비 성적 발기를 경험한다.
여성의 경우, 성적으로 각성하게 되면 성교를 대비해 질액이 흘러나오게 된다. 성적 각성은 다양한 신체적 변화를 가져온다. 

## 같이 보기
- 킨제이 보고서
- 이상성욕
- 오르가슴
- 성별
- 성과학
- 성적 매력
- 성충동
- 성교